# Tole alascensis
Tole alascensis är en kräftdjursart som först beskrevs av Benedict 1905.  Tole alascensis ingår i släktet Tole, ordningen gråsuggor och tånglöss, klassen storkräftor, fylumet leddjur och riket djur. Inga underarter finns listade i Catalogue of Life.